# Mihajlovo
Mihajlovo (cyr. Михајлово) – wieś w Serbii, w Wojwodinie, w okręgu środkowobanackim, w mieście Zrenjanin. W 2011 roku liczyła 948 mieszkańców.